# Evelis Aguilar
Evelis Jazmín Aguilar Torres (Chigorodó, 3 de enero de 1993) es una atleta colombiana. 

## Biografía
Nacida en ChigorodóInicialmente se especializó en los 400 metros lisos en su carrera, compitiendo en competencias juveniles. Luego de una lesión optó hacia múltiples eventos y basar su carrera senior, que comenzó con la selección colombiana en 2011, en el heptatlón, estableciendo el primer récord nacional en la disciplina en 2015.  Este récord mejoró en 2016, convirtiéndose en un récord sudamericano y siguiendo creciendo junto con sus actuaciones . 
Además de sus éxitos regionales como el oro en el Campeonato Sudamericano de Perú, participó en los Juegos Olímpicos Rio de Janeiro 2016  y una medalla de bronce en los Juegos Panamericanos de México .  En 2021, durante los campeonatos nacionales de Ibagué, rompió su propio récord y estableció un nuevo récord sudamericano en el heptatlón. 